# Соммер Йоганнес Петрович
Йоганнес Петрович Соммер (1905, село Треймийза Садаласької волості Тартуського повіту, тепер Естонія — ?) — радянський естонський діяч, селянин волості Лайюсе Тартуського повіту, волосний старшина в Латре Тартуського повіту. Депутат Верховної Ради СРСР 1-го скликання (1941—1946).

## Життєпис
Народився в бідній селянській родині. Батько був розстріляний естонською владою за підпільну прорадянську діяльність.
Йоганнес Соммер закінчив шість класів початкової школи. З 1922 по 1923 рік був учнем слюсарної майстерні в місті Тарту.
З 1923 року — селянин волості Лайюсе Тартуського повіту.
Активно підтримував окупацію Естонії радянськими військами влітку 1940 року, брав участь у волосному комітеті із проведення земельної реформи, працював у профспілці сільськогосподарських робітників. У вересні 1940 року став кандидатом у члени ВКП(б).
У 1940—1941 роках — волосний старшина в Латре Тартуського повіту.
Подальша доля невідома.